# Delfshaven (stadsdeel)

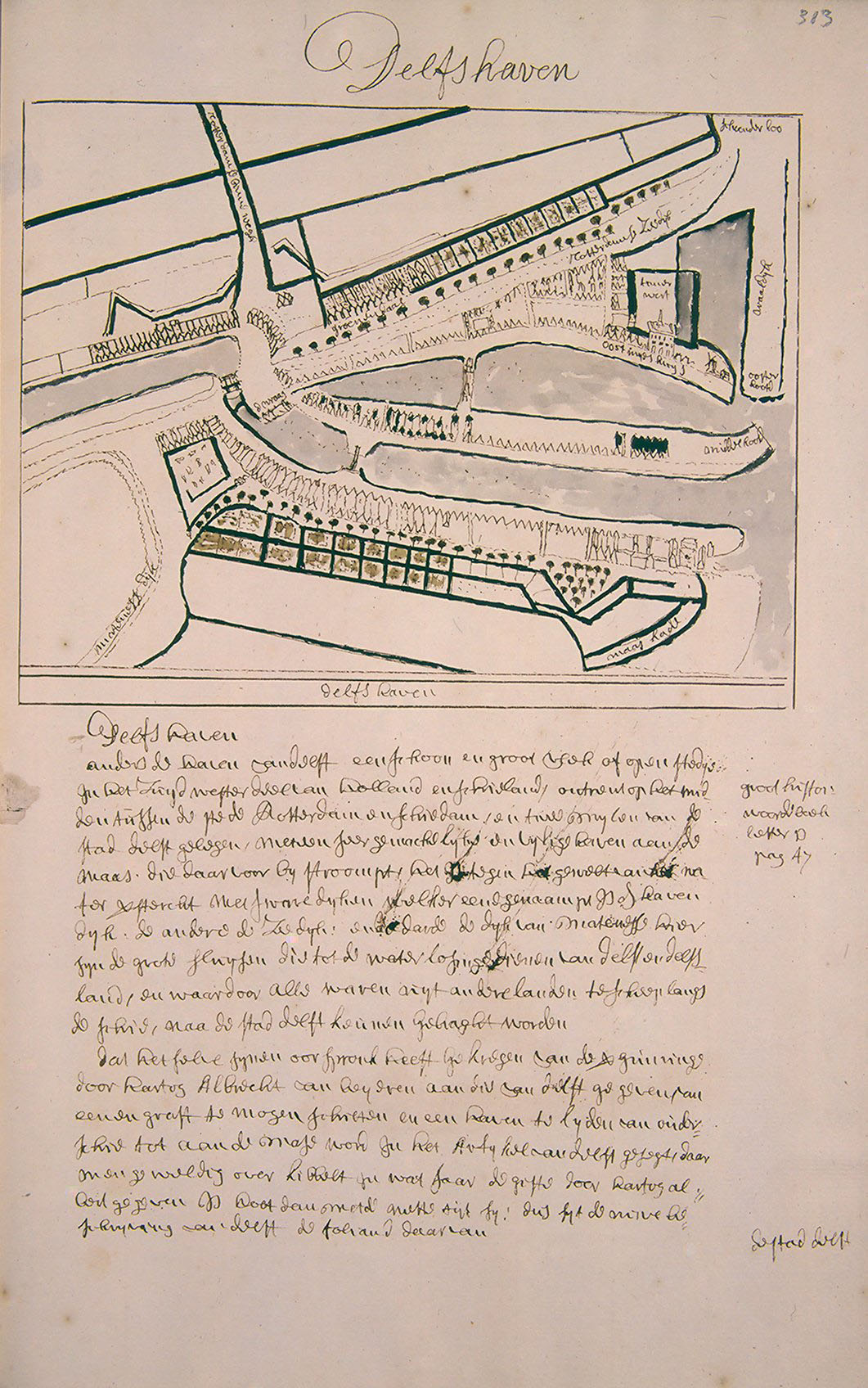
Delfshaven in de 17e eeuw.

Delfshaven is een bestuurscommissiegebied van de gemeente Rotterdam. Delfshaven heeft een oppervlakte van 5,80 km² en telde in 2019 76.215 inwoners. Oorspronkelijk was Delfshaven een onderdeel van Delft, maar in 1795 werd het een zelfstandige gemeente, en in 1886 door Rotterdam geannexeerd.
Delfshaven ontstond in 1389, toen de Delfshavense Schie werd gegraven om de stad Delft een verbinding met de Maas te geven. Sindsdien konden de schepen vanuit Delft via de Delftse en Delfshavense Schie de Nieuwe Maas bereiken. Rondom de sluis ontstond het havenstadje 'Delfshaven'. Het had de status van een 'kolonie van Delft'. Een terugslag in de groei vond plaats toen aan het eind van de Hoekse en Kabeljauwse twisten (rond 1490) de Hoeken enorme verwoestingen aanrichtten.
In het begin van de zestiende eeuw telde Delfshaven iets meer dan 100 huizen en 400 inwoners. 

## Hoogtepunten uit de geschiedenis
Het oude Historisch Delfshaven, de volksbuurt Spangen en het rustige Oud-Mathenesse zorgen voor veel variatie in dit stadsdeel. Enkele hoogte- en dieptepunten uit de rijke historie van Delfshaven zijn, in chronologische volgorde:
- 1389: Begonnen met het graven van de vaart tussen Overschie en de Nieuwe Maas. Aan de oever van de Maas verschijnen een haventje en scheepswerf; het begin van Delfshaven
- 1489: Tijdens de Jonker Fransenoorlog, onderdeel van de Hoekse en Kabeljauwse twisten, wordt Delfshaven vrijwel verwoest en alle Delftse schepen buitgemaakt of vernietigd.
- 1550: Delfshaven is dankzij de haringvisserij en walvisvaart uitgegroeid tot een welvarend stadje met zo'n duizend inwoners.
- 1554: Statig pand wordt gebouwd aan de oostzijde van de Aelbrechtskolk waar stadsdienaren havenzaken afhandelen.
- 1572: Inval van de watergeuzen, gevolgd door een herovering van de Spanjaarden, waarbij veel gebouwen (de meeste waren van hout) worden verwoest.
- 1577: Piet Hein wordt geboren in Delfshaven. Later wordt hij bekend door de verovering van de zogenaamde Spaanse Zilvervloot in 1628.
- 1620: De Pilgrim Fathers worden korte tijd ondergebracht in de Sint Anthonis Capel, vanwaar ze de oversteek naar Amerika beginnen.
- 1653: Bouw van het Kraanhuis met 'Zakkendragershuisje'.
- 1700 en verder: opkomst van de jeneverindustrie, met de bouw van diverse molens.
- 1795: Delfshaven roept zichzelf uit tot zelfstandige gemeente, onder protest van Delft.
- 1825: Delfshaven krijgt stadsrechten. Het pand aan de Aelbrechtskolk wordt raadhuis der gemeente Delfshaven. Het pand doet dienst als café en brouwerij De Pelgrim.
- 1886: Delfshaven wordt met Rotterdam verenigd. De nieuwe gemeente krijgt de naam Rotterdam.
- 1870: Het standbeeld van Piet Hein wordt onthuld door koning Willem III.
- 1916: bouw van het Spartastadion en aanleg van de wijk Spangen.
- 1920: bouw van het Witte Dorp.
- 1930: aanleg van de wijk Oud-Mathenesse.
- 1940: Het bombardement dat op 14 mei het centrum van Rotterdam in de as legt, laat Delfshaven ongemoeid.
- 1943: Op 31 maart willen de geallieerden de scheepswerf Wilton-Fijenoord in Schiedam bombarderen, maar er gaat iets mis met de identificatie van het doelwit. Een kleine honderd brisantbommen van 1.000 pond treffen het havengebied rond de Keilehaven, het spoorwegemplacement aan de Hudsonstraat, het Marconiplein en de huizen rond de Schiedamseweg in de woonwijk Bospolder-Tussendijken. Er vallen minstens 417 doden en meer dan 400 gewonden.[2] Honderden gezinnen raken dakloos. Het bombardement op Rotterdam-West werd een 'vergeten bombardement', omdat de slachtoffers de bevrijders hun fouten niet wilden blijven verwijten.[3]
- 1959: De loodsboot Delfshaven wordt gebouwd en wordt vernoemd naar de haven.
- 1960: Historisch Delfshaven wordt uitgeroepen tot beschermd stadsgezicht.
- 1993: Op 31 maart, vijftig jaar na het 'vergeten bombardement', onthult premier Ruud Lubbers een monument ter nagedachtenis aan de gewonden en doden.
- 1999: Het Spartastadion wordt compleet vernieuwd en een kwart slag gedraaid ten opzichte van het oude stadion.
- 2013: Het Slavernijmonument wordt onthuld ter herdenking het Rotterdamse slavernijverleden, waarbij de handelswaar die in het Lloydkwartier werd verhandeld verkregen was door in Suriname en de Nederlandse Antillen slaven te verkopen.[4]

## Bezienswaardigheden
- Moutmolen "De Distilleerketel" (herbouwde molen na vernieling in 1940)
- "De Dubbelde Palmboom" distilleerderij uit 1860, rijksmonument
- Oude of Pelgrimvaderskerk (de oorsprong van de kerk is de in 1417 gebouwde R.K. Anthoniuskapel)
- Henkesgebouw
- Zakkendragershuisje (Huisje uit 1653; in dit huisje kwamen de broeders van het Zakkendragersgilde bijeen voor het verdelen van havenwerk)
- Standbeeld Piet Hein
- Logger 'De Liefde' ligt meestal afgemeerd aan de kade bij de Achterhavenbrug
- OorlogsVerzetsMuseum Rotterdam, bevindt zich onder de Pieter de Hoochbrug en naast metrostation Coolhaven.

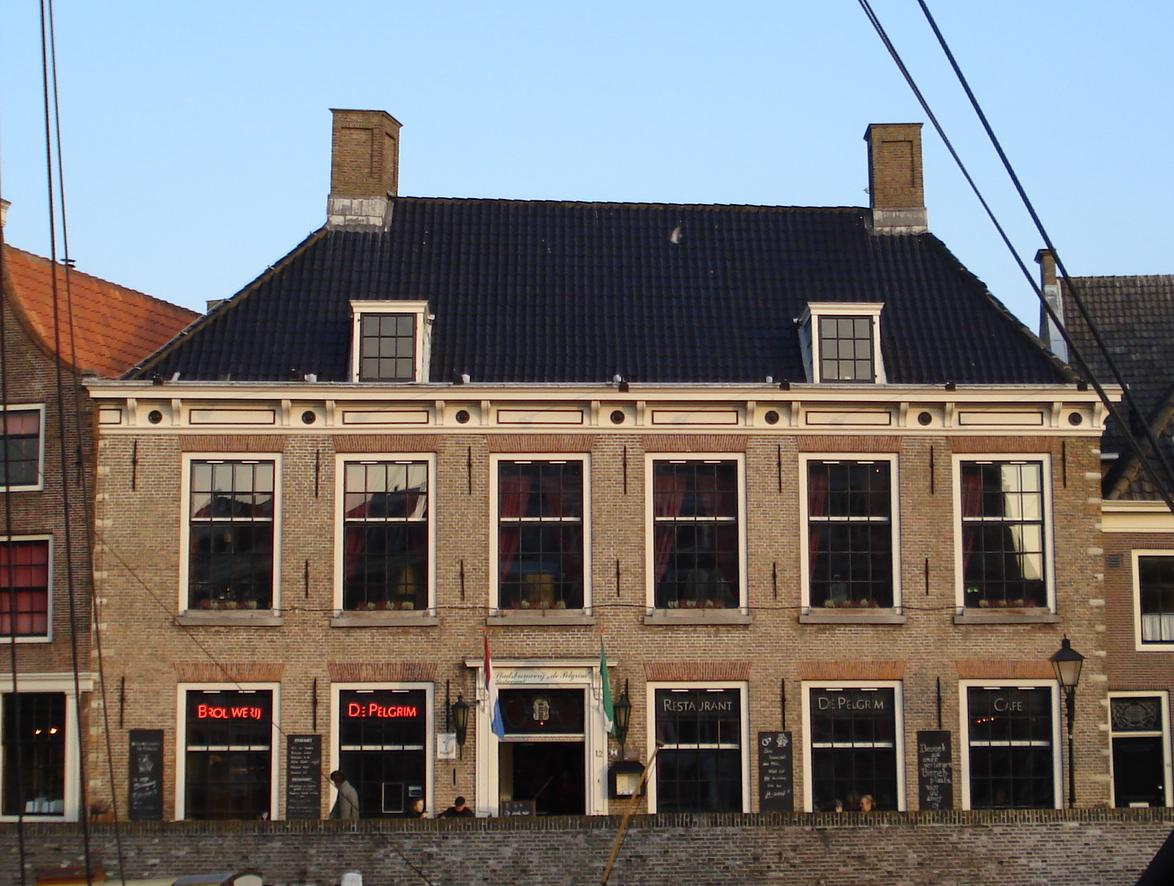
Voormalig stadhuis van Delfshaven
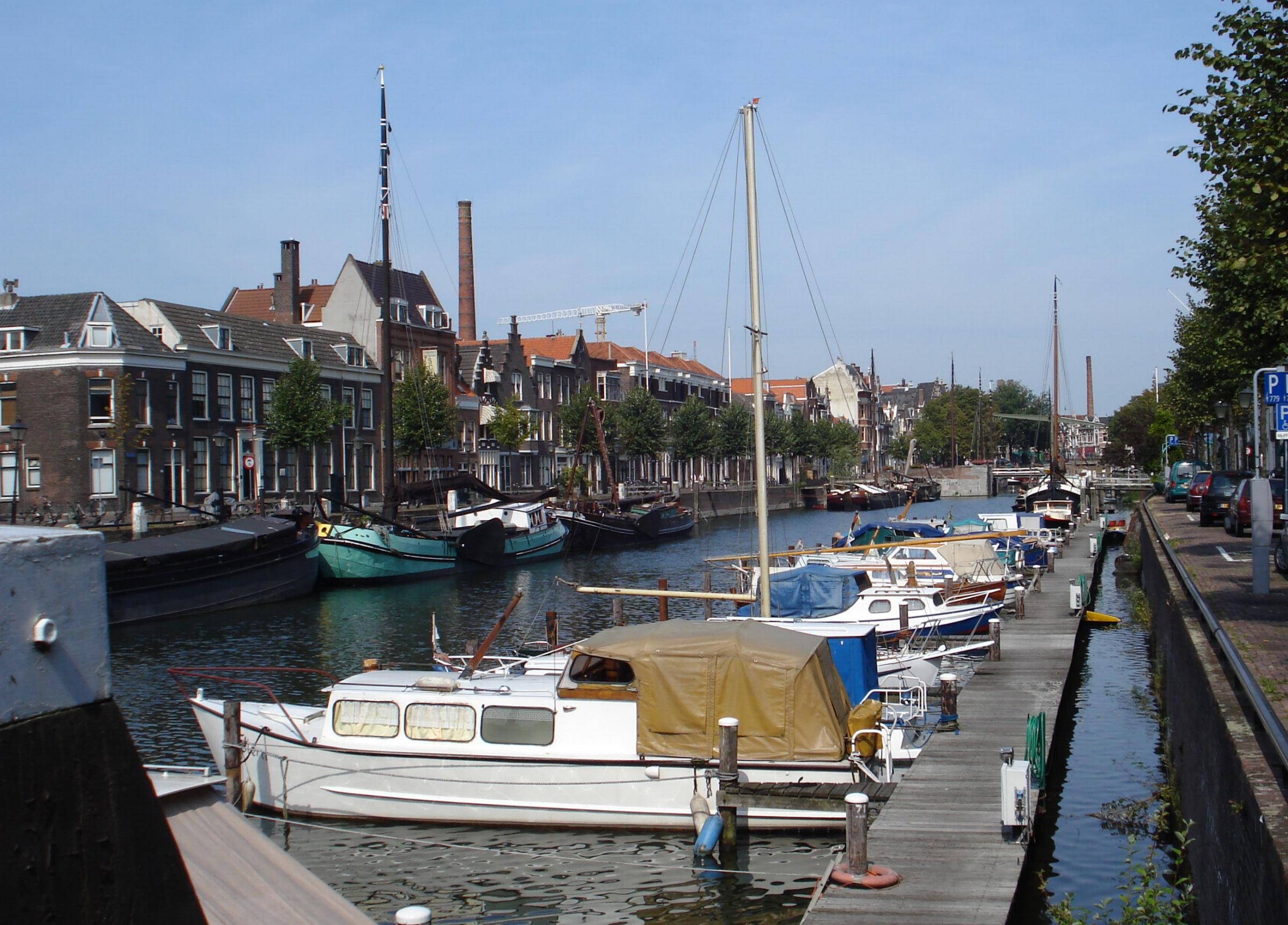
Uitzicht op de voorhaven van Delfshaven
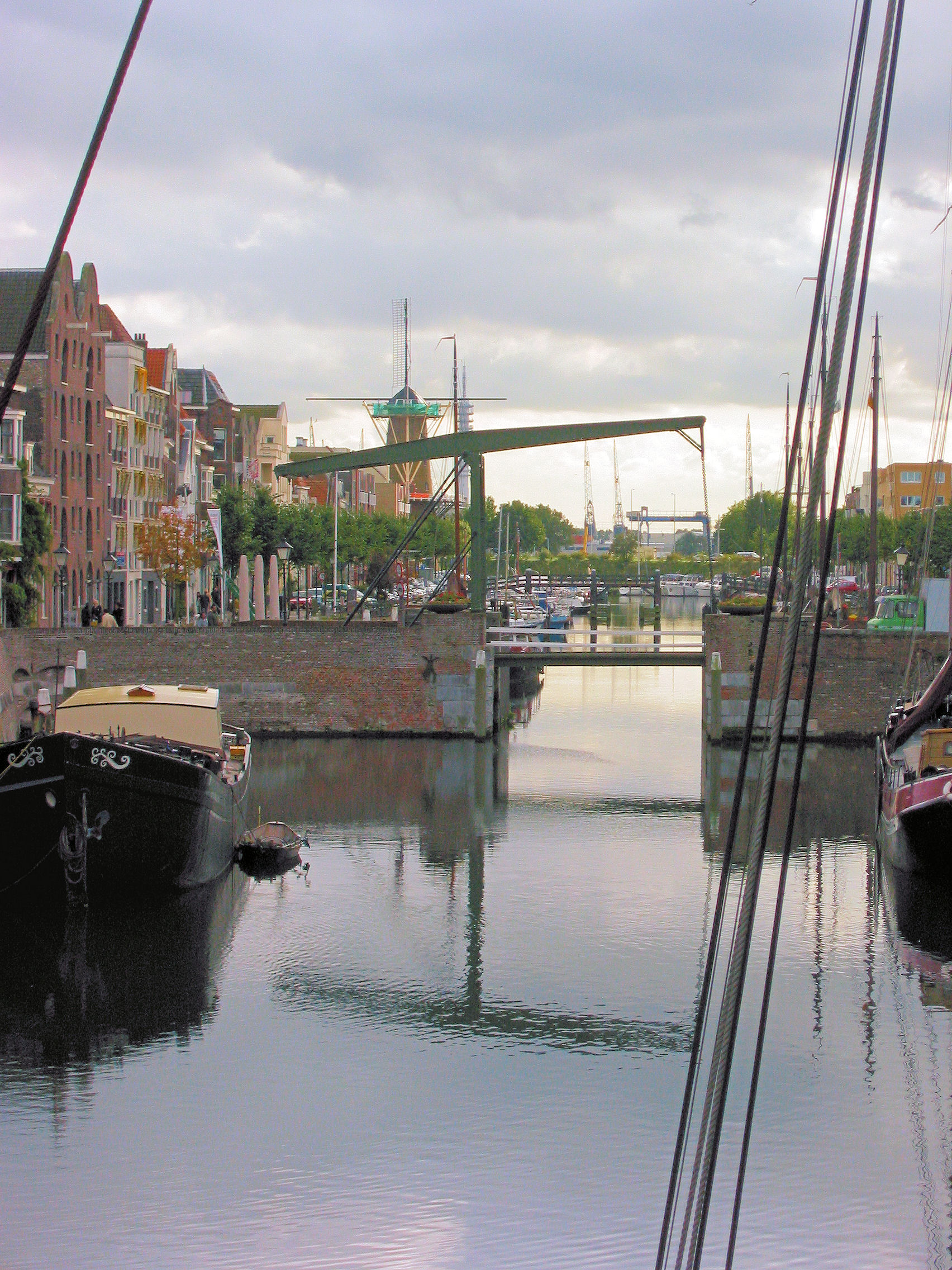
Uitzicht op de voorhaven van Delfshaven
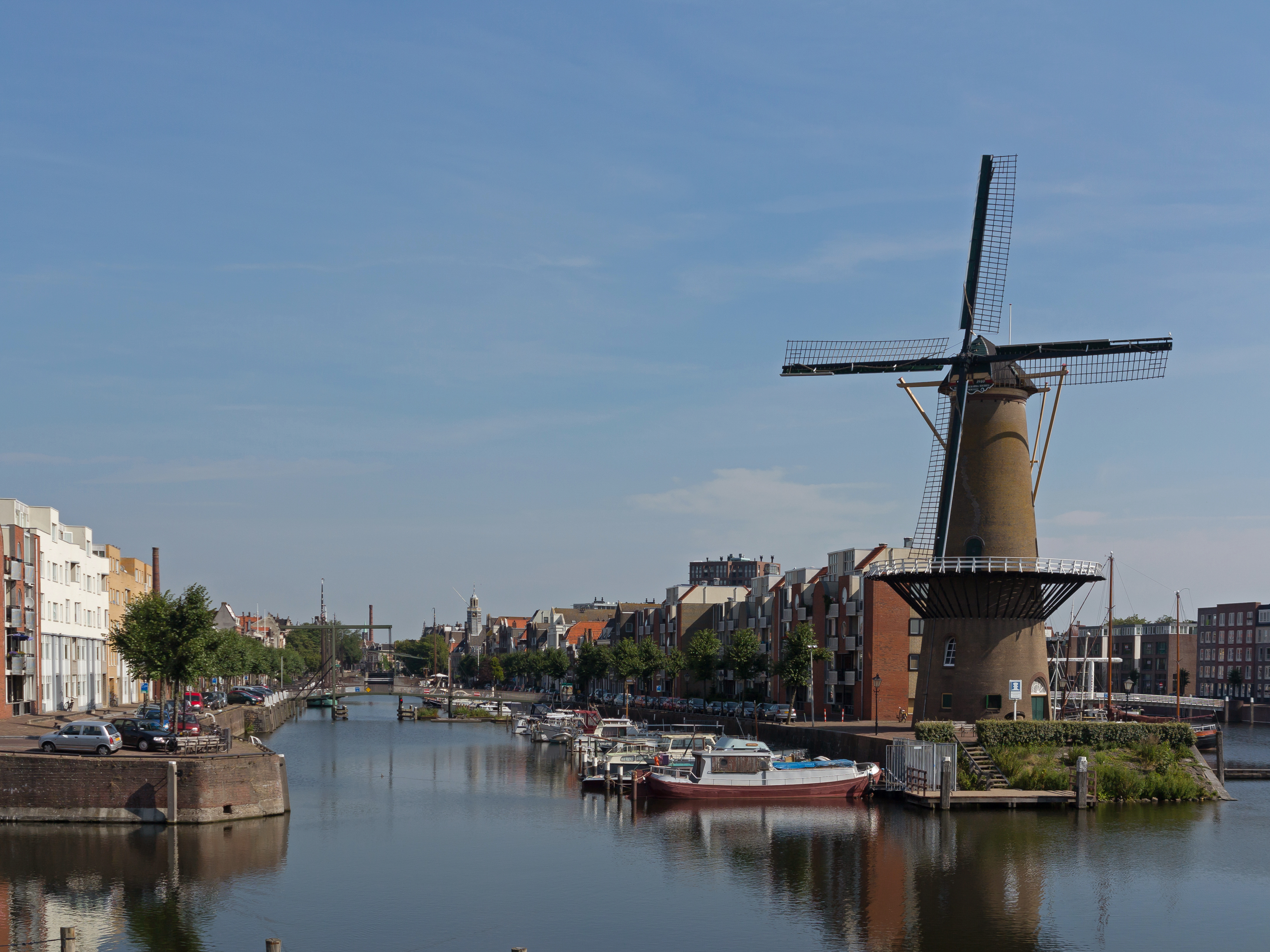
Windkorenmolen de Distilleerketel
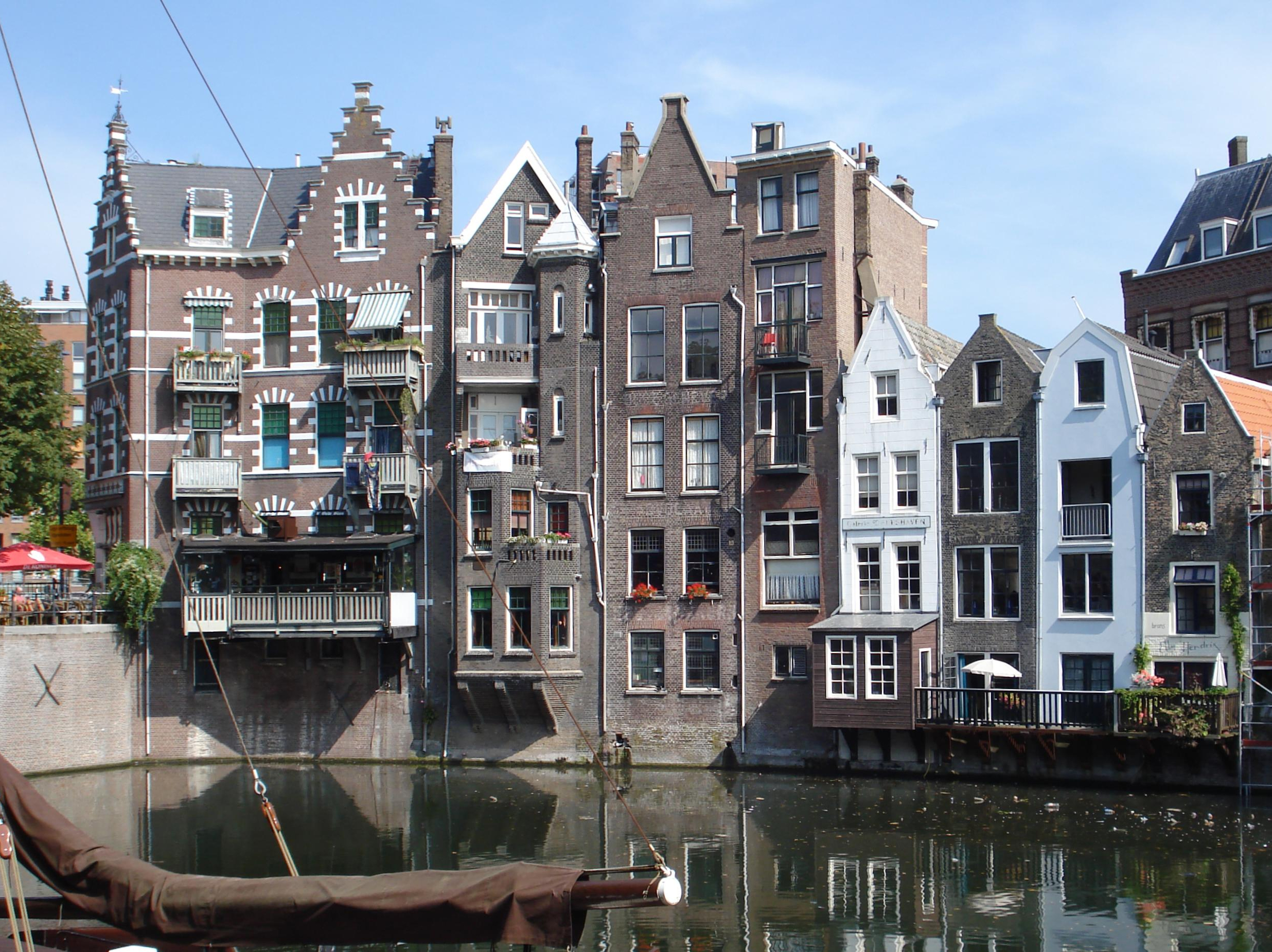
Aelbrechtskolk: kolk en wallekant.
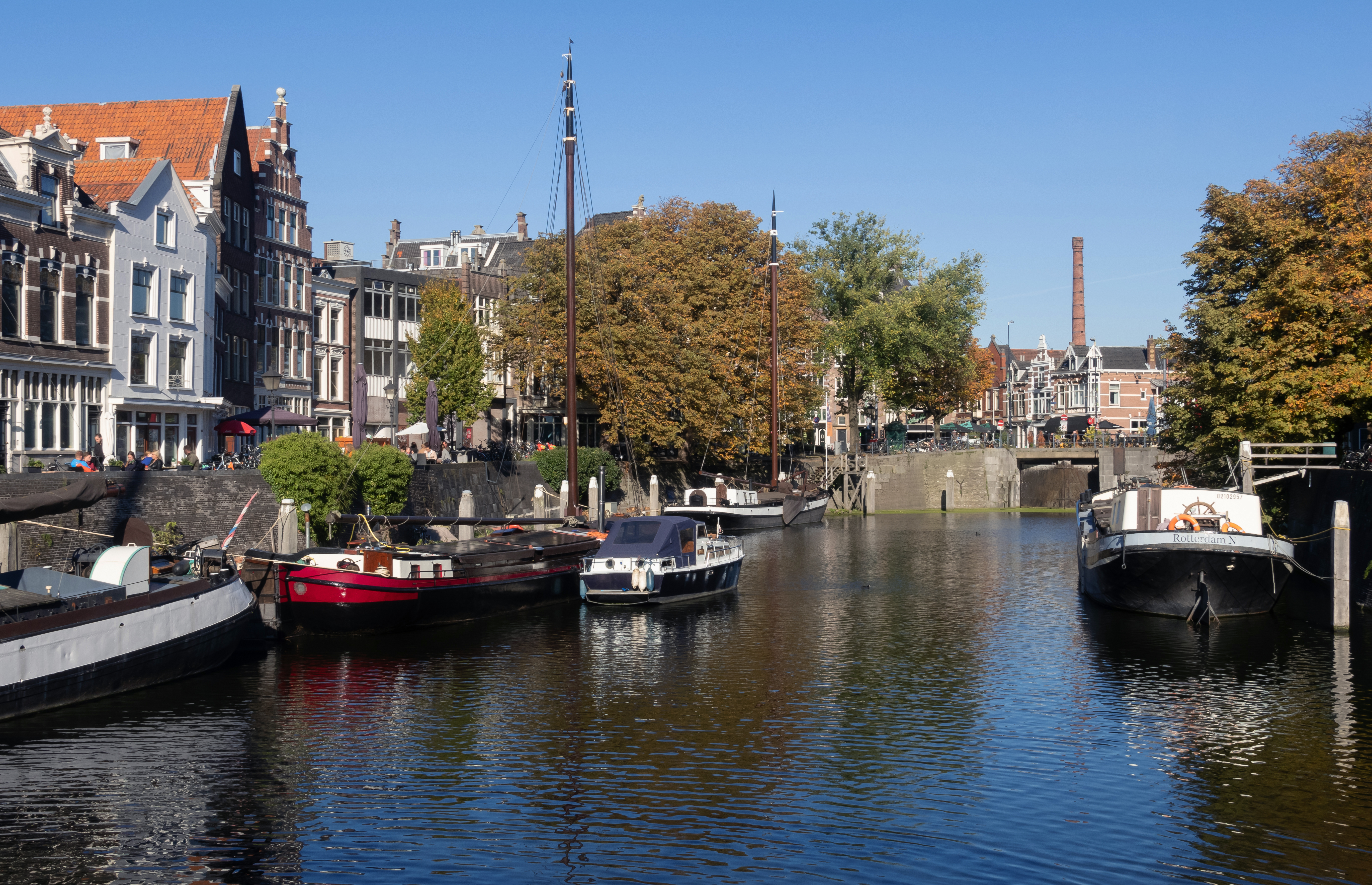
Aelbrechtskolk vanaf de Piet Heynbrug
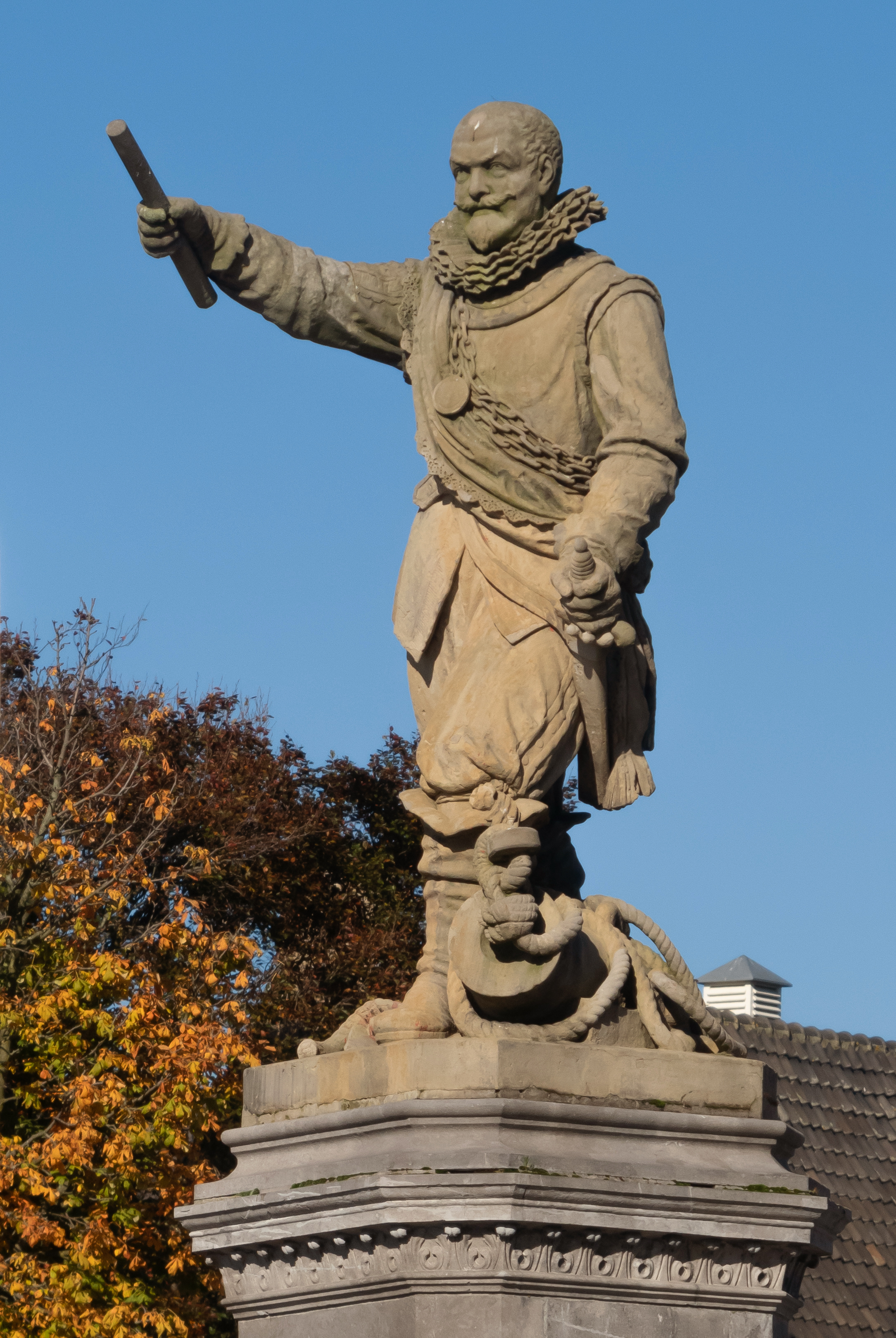
Standbeeld Piet Hein
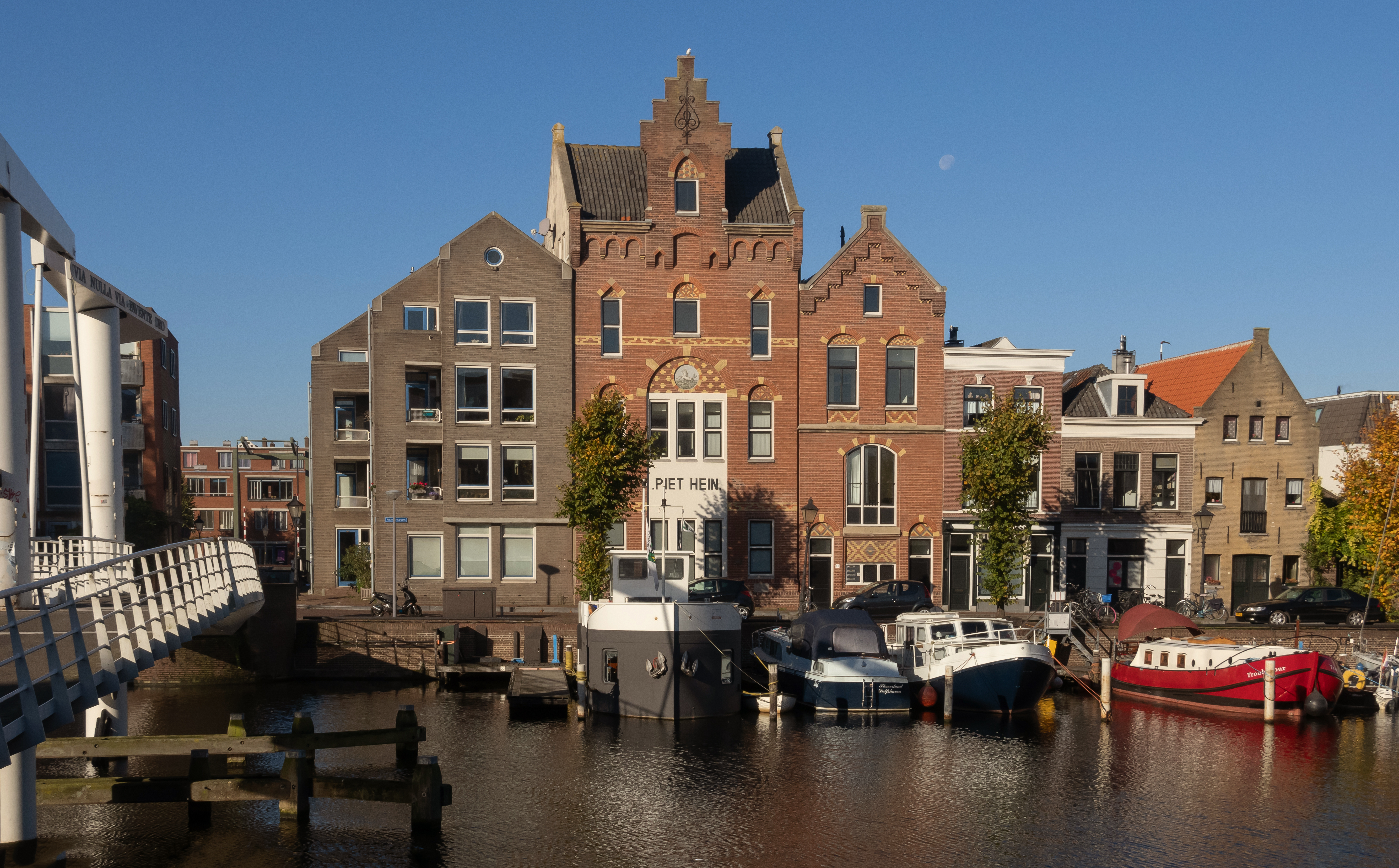
Achterhaven bij de V.O.C.brug
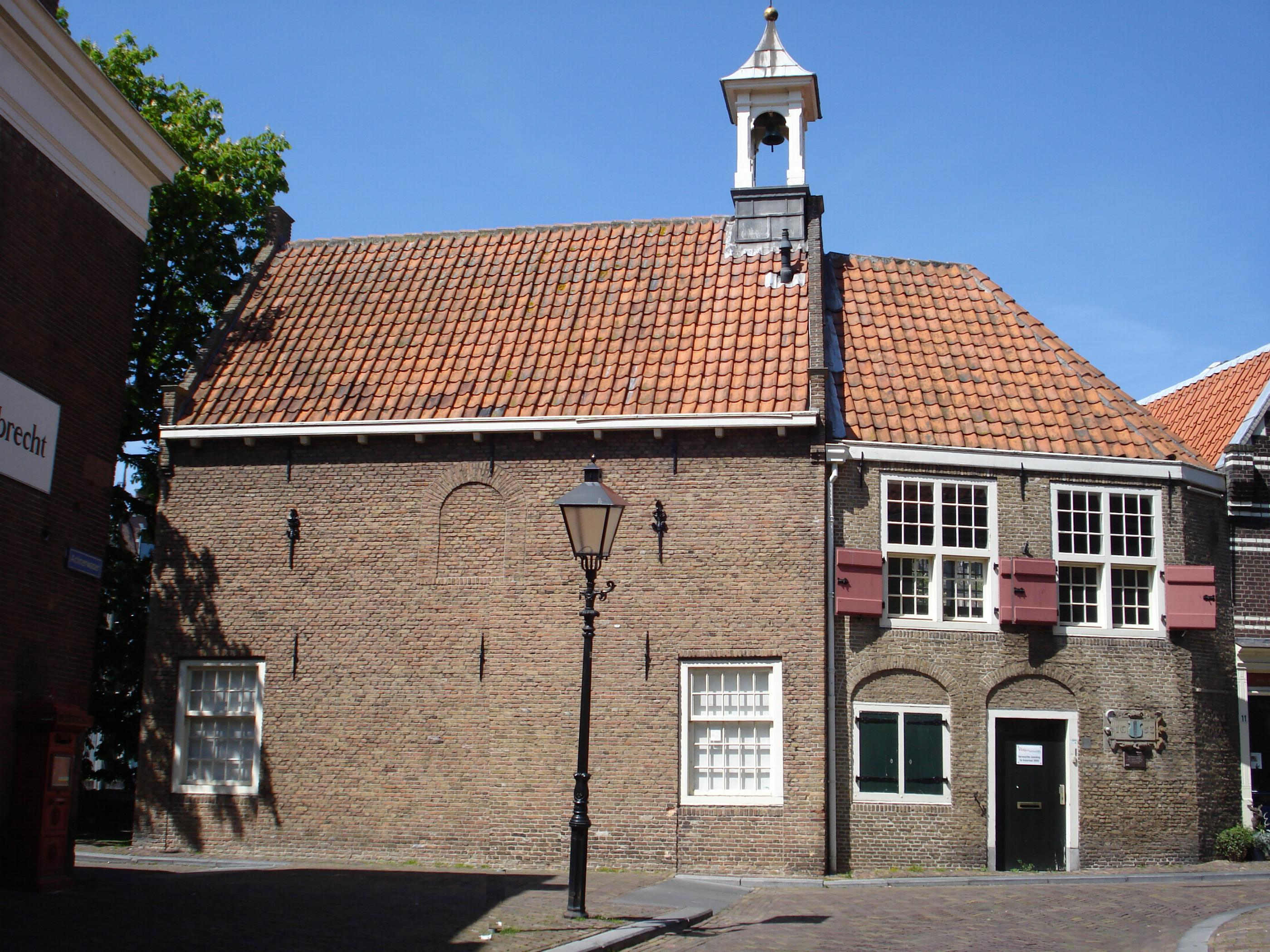
Zakkendragershuisje
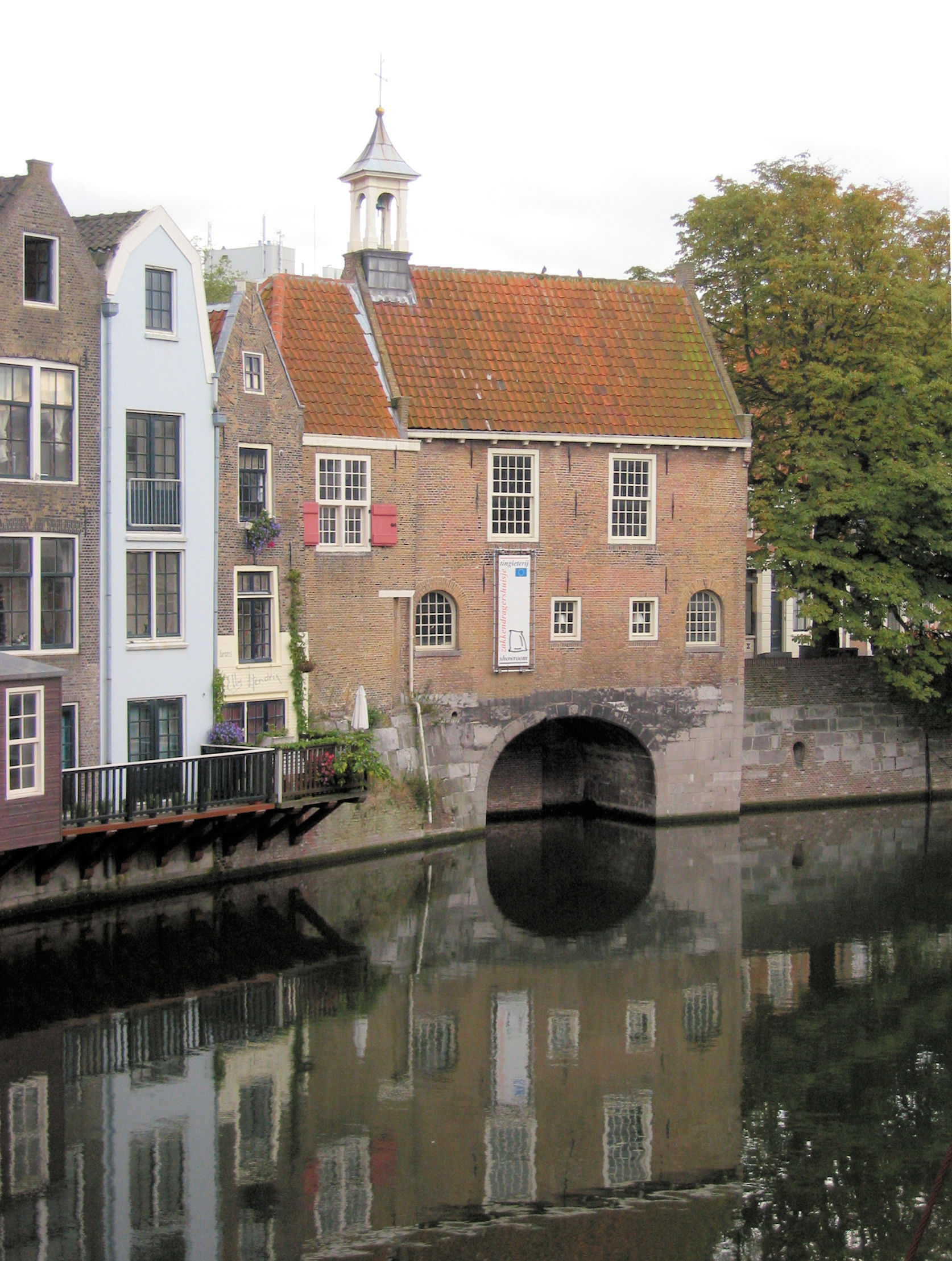
Zakkendragershuisje
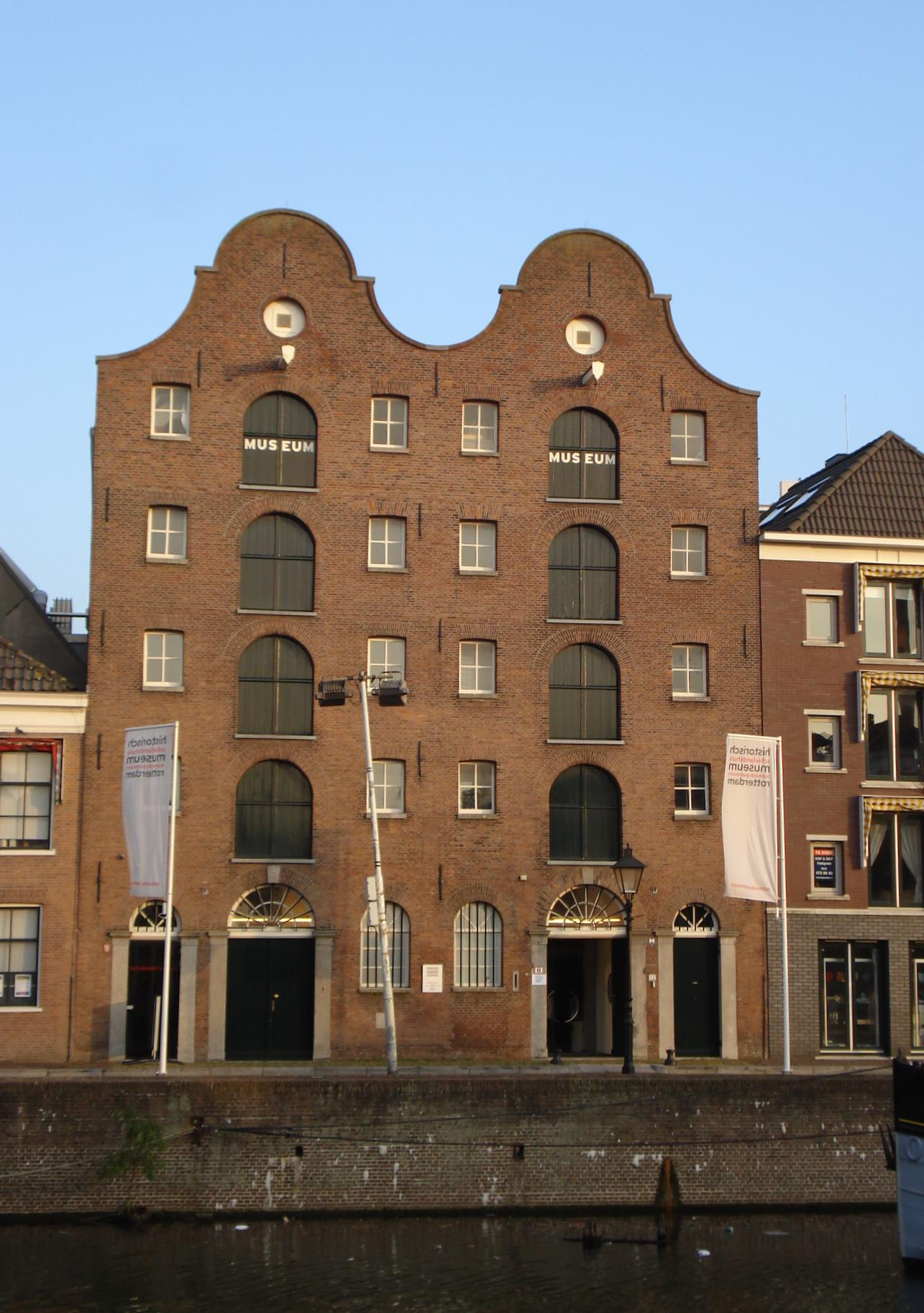
De Dubbelde Palmboom
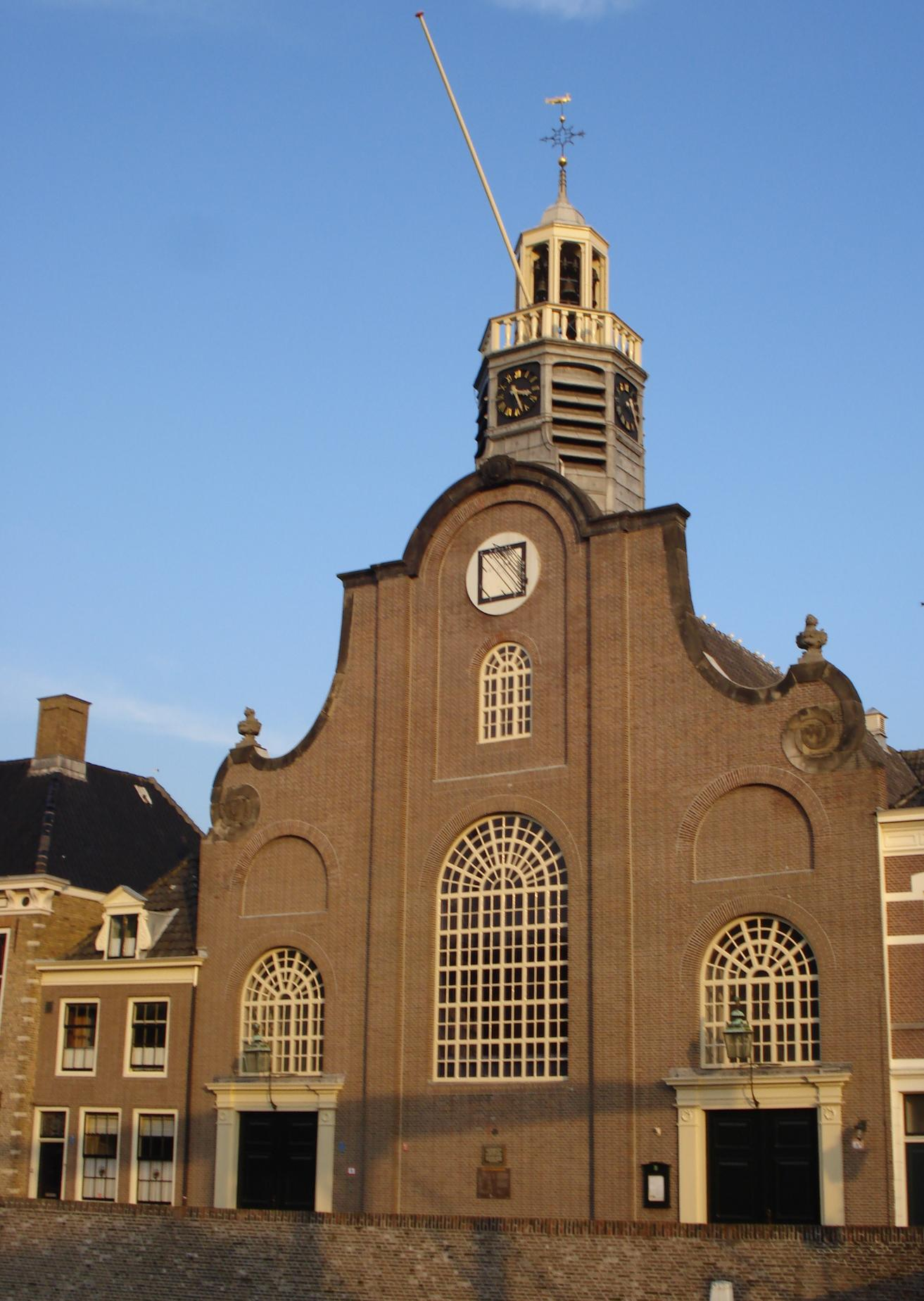
Pelgrimskerk
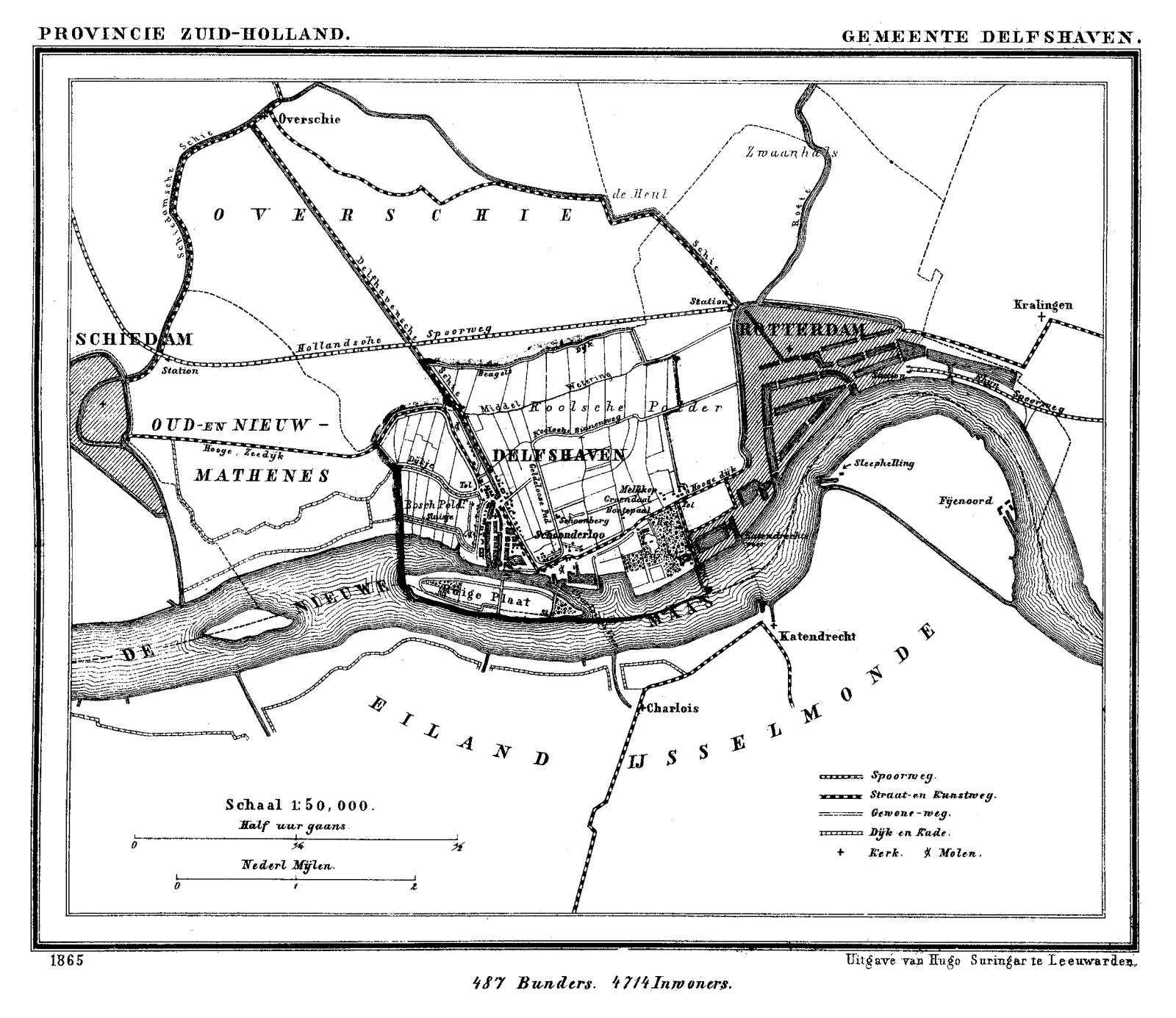
Gemeentekaart uit 1865

## Openbaar vervoer
- Metrostation Delfshaven
- Tramlijn 8

## Demografische ontwikkelingen
Tussen ongeveer 1980 en 2000 trokken vele autochtone gezinnen weg uit Delfshaven. Hiervoor in de plaats kwamen nieuwkomers, die vaak in achterstandssituaties verkeerden. De werkloosheid steeg en de drugsoverlast nam toe. Halverwege de jaren negentig kwam daartegen verzet, onder leiding van Annie Verdoold. Door de goede samenwerking tussen bewoners, politie, zorginstellingen en gemeente zijn de problemen toen flink afgenomen. Maar vooral in sommige delen van Spangen en Schiemond kunnen nog veel zaken verbeterd worden.

## Wijken in Delfshaven
- Delfshaven/Schiemond
- Bospolder/Tussendijken
- Spangen
- Oud-Mathenesse
- Nieuw-Mathenesse
- Nieuwe Westen
- Middelland

| Bevolkingssamenstelling 2006 | Delfshaven [%] | Rotterdam [%] |
| ---------------------------- | -------------- | ------------- |
| Autochtonen                  | 28,5           | 54            |
| Allochtonen                  | 71,5           | 46            |
| waarvan                      |                |               |
| Surinamers                   | 18             | 19            |
| Turken                       | 21             | 17            |
| Marokkanen                   | 18             | 14            |
| Antillianen                  | 5              | 7             |

## Bestuur

### Zetelverdeling deelraad resp. gebiedscommissie
| Partij         | Deelraad | Deelraad | Commissie | Commissie |
| Partij         | 2006     | 2010     | 2014      | 2018      |
| -------------- | -------- | -------- | --------- | --------- |
| PvdA           | 16       | 12       | 4         | 2         |
| GL             | 3        | 5        | 2         | 2         |
| LR             | 4        | 3        | 2         | 1         |
| D66            | -        | 2        | 2         | 2         |
| SP             | -        | -        | 2         | 1         |
| WIJ Delfshaven | -        | -        | 2         | 2         |
| NIDA           | -        | -        | 1         | 2         |
| DENK           |          |          |           | 2         |
| CDA            | 1        | 2        | -         | -         |
| VVD            | 1        | 1        | -         | 1         |
| Totaal         | 25       | 25       | 15        | 15        |

De onderstreepte getallen vormen de hieruit onderhandelde bestuursmeerderheid.
In 2014 is de deelgemeente opgeheven en vervangen door een 'bestuurscommissiegebied'. In 2018 kregen binnen de Delfshavense wijken Middelland en Oud-Mathenesse een geloot wijkcomité. De andere vijf wijken bleven vertegenwoordigd worden door de gekozen gebiedscommissie.

## Afkomstig uit Delfshaven
- Peter Blanker, troubadour
- Ma Braun, olympisch zwemcoach
- Hetty Broedelet-Henkes, kunstschilderes
- Johan Brouwer, schrijver
- Wessel van der Brugge, stoker, omgekomen op de Titanic
- Kees van Dongen, schilder
- André van Duin, artiest
- Jo Goetzee, atleet
- Michel Hagen, priester
- Piet Hein, zeevaarder
- Pim Kiderlen, wielrenner
- Harry Merry, singer-songwriter en muzikant
- Jo van der Mey, architect
- Arent Roggeveen, cartograaf
- Henk van Straten, schrijver
- Lucie Vuylsteke, Eerste Kamerlid en plaatselijk politicus en apotheker
- Louis de Visser, communistisch politicus
- Willem Winkelman, atleet

## Externe links

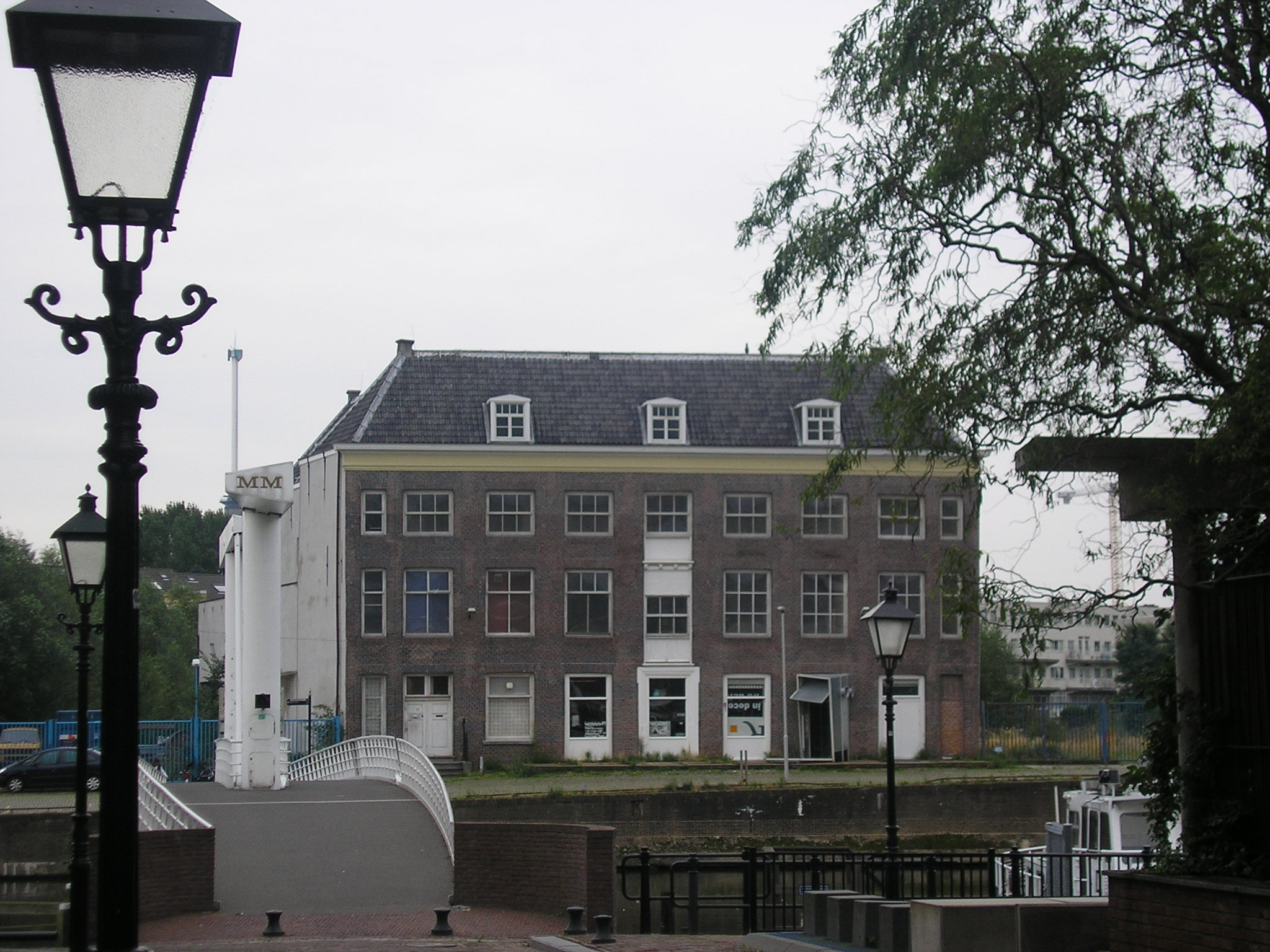
Voormalig VOC gebouw het Zeemagazijn.
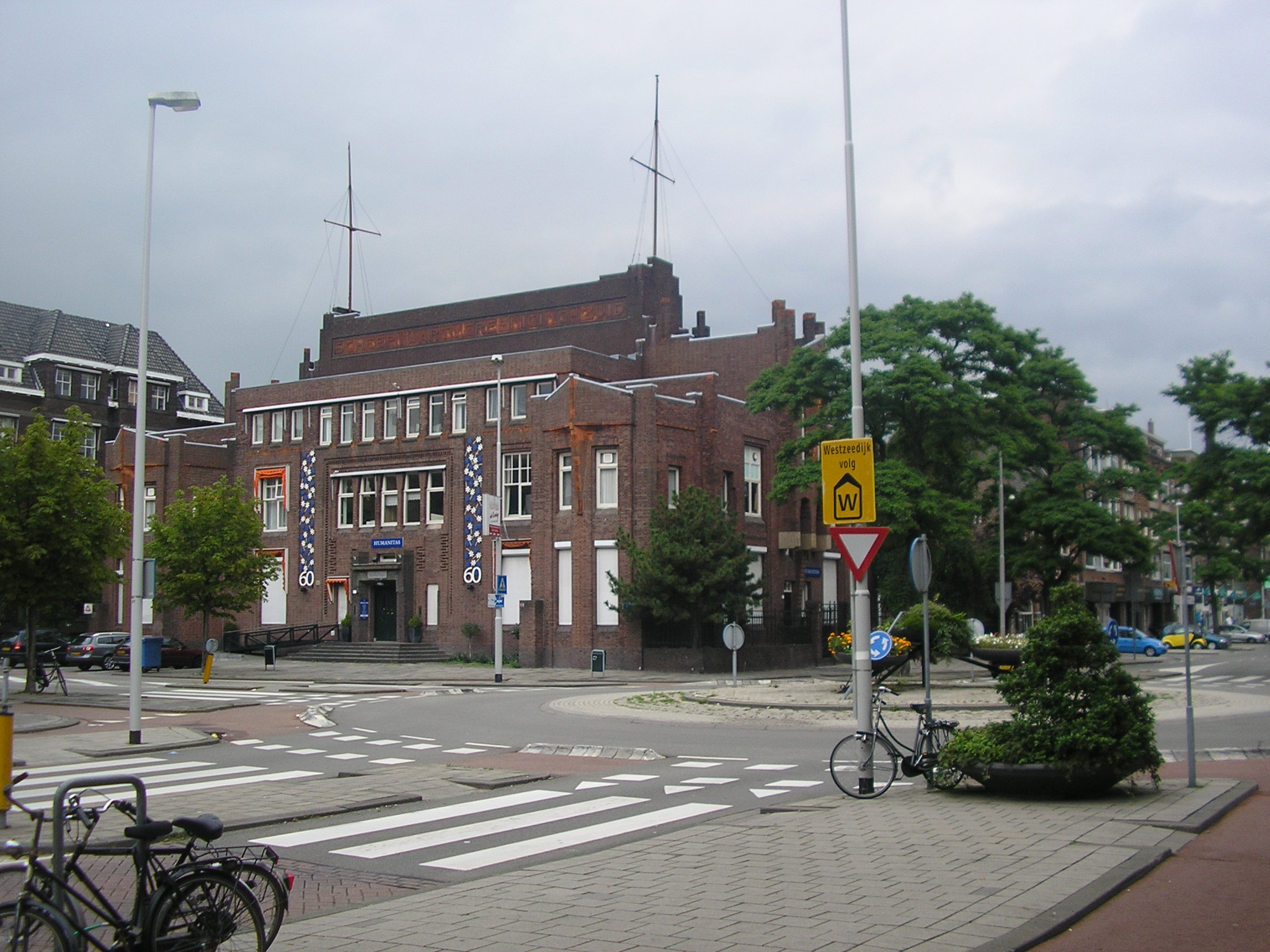
Humanitas aan de Pieter de Hoochweg, voorheen zat hier de Scheepvaartvereeniging Zuid.
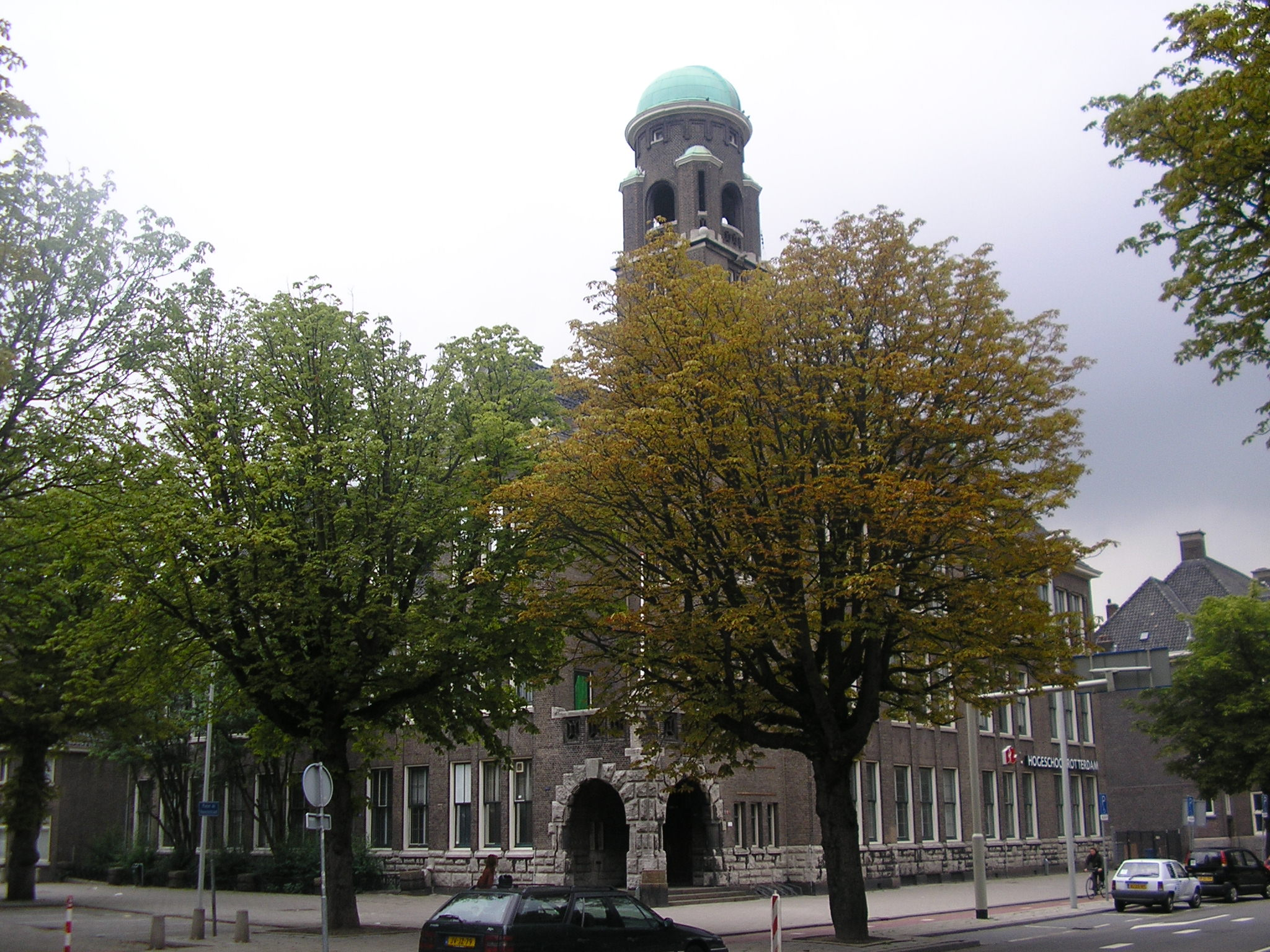
Hogeschool Rotterdam locatie Pieter de Hoochweg, voorheen zat hier de Zeevaartschool.